# ويليام ك. وارن سينيور
ويليام ك. وارن سينيور (بالإنجليزية: William K. Warren, Sr.)‏ هو شخصية أعمال أمريكي، ولد في 1897 في ناشفيل في الولايات المتحدة، وتوفي في 1990.